# Idioma amenazado
Un idioma amenazado es un idioma que está en riesgo de caer en desuso. Si pierde todos sus hablantes nativos, se convierte en una lengua muerta. Si finalmente nadie habla el idioma se convierte en una lengua extinta.

## Cantidad de lenguas amenazadas
En el siglo XXI existen 7164 idiomas utilizados por los humanos. De idiomas mencionados anteriormente, 6619 son idiomas amenazados o en vías de extinción (92.56% de todos los idiomas hablados en la actualidad). El resto de los 532 idiomas tienen rango institucional (7.44% de todos los idiomas hablados en la actualidad). Estos son aquellos idiomas que no corren riesgo de extinción debido a que son usadas por gobiernos, organizaciones y son utilizados en comunicación por miles o millones de personas.
Como ocurre con el número total de lenguas, este recuento cambia constantemente. Una lengua pasa a estar en peligro cuando sus usuarios empiezan a enseñar y hablar una lengua más dominante a los niños de la comunidad. Debido a su naturaleza, a las lenguas en peligro a menudo les quedan pocos hablantes y puede resultar difícil obtener información sobre ellas. Otras veces, el último hablante conocido de una lengua puede morir sin que existan registros públicos.

## Marginalización y fuente de peligro

Escala EGIDS, la cual muestra los distintos niveles de amenaza posibles para un idioma.

Entre las causas de las lenguas en peligro de extinción la marginación cultural, política y económica representa la mayor parte de la peligrosidad de las lenguas del mundo. Los eruditos distinguen entre varios tipos de marginación: el dominio económico afecta negativamente a las lenguas minoritarias cuando la pobreza lleva a las personas a emigrar hacia las ciudades o hacia otros países, dispersando así a los hablantes. El dominio cultural ocurre cuando la literatura y la educación superior sólo son accesibles en el idioma mayoritario. El dominio político se produce cuando la educación y la actividad política se llevan a cabo exclusivamente en un idioma mayoritario. 
Históricamente, en colonias, y en otros lugares donde los hablantes de diferentes idiomas han entrado en contacto, algunos idiomas han sido considerados superiores a otros: a menudo una lengua ha alcanzado una posición dominante en un país. Los hablantes de las lenguas en peligro de extinción pueden llegar a asociar su lengua con valores negativos como la pobreza, el analfabetismo y el estigma social, haciendo que deseen adoptar la lengua dominante que se asocia con el progreso social y económico y Modernidad. Los inmigrantes que se mudan a un área pueden conducir a la peligrosidad de la lengua autóctona.